# Janneke Gerards
Janneke Hilligje Gerards (Schaesberg, 12 januari 1976) is een Nederlands hoogleraar fundamentele rechten aan de Universiteit Utrecht.

## Biografie
In 1994 behaalde Gerards het gymnasiumdiploma aan het Euro College te Maastricht. In 1998 studeerde ze af in het staats- en bestuursrecht aan de Universiteit Maastricht. Daarna werkte ze aan dezelfde universiteit aan haar promotieonderzoek, hetgeen uitmondde in een proefschrift getiteld Rechterlijke toetsing aan het gelijkheidsbeginsel. Een rechtsvergelijkend onderzoek naar een algemeen toetsingsmodel, dat zij op 8 november 2002 verdedigde en dat in 2005 in het Engels verscheen. Zij was daarna docent staatsrecht aan de Universiteit van Maastricht en hoofddocent staatsrecht aan de Universiteit Leiden. In 2005 werd zij aan die laatste universiteit benoemd tot hoogleraar staats- en bestuursrecht, om daarna van 2011 tot 2016 te werken aan de Radboud Universiteit Nijmegen als onderzoekshoogleraar fundamentele rechten en daarna als kernhoogleraar Europees recht; haar inaugurele rede hield zij op 3 november 2011. Per 1 maart 2016 werd zij benoemd te Utrecht tot hoogleraar fundamentele rechten en zij hield haar inaugurele rede onder de titel Grondrechten onder spanning: Bescherming van fundamentele rechten in een complexe samenleving op 29 maart 2017.
Gerards geldt als een nationaal en internationaal gewaardeerd deskundige op het gebied van de fundamentale en mensenrechten. Zij bekleedt talrijke nevenfuncties en zit in de redactie van verscheidene vaktijdschriften en juridische handboeken, in adviescommissies en jury's. Voorts is zij sinds 2015 lid van de Koninklijke Nederlandse Akademie van Wetenschappen en lid van de Koninklijke Hollandsche Maatschappij der Wetenschappen. Op 1 juli 2022 werd zij benoemd tot lid van de Staatscommissie tegen Discriminatie en Racisme.
Per 15 augustus 2024 wordt Gerards staatsraad bij de Afdeling advisering van de Raad van State.